# Конюхов, Евгений Анатольевич
Евге́ний Анато́льевич Ко́нюхов (21 ноября 1986, Муром, Владимирская область, СССР) — российский футболист, вратарь.

## Карьера
Родился в Муроме, где и начал заниматься футболом в местной спортивной школе. Карьеру начал в Выксе, где играл за «Металлург».
Первым его профессиональным клубом было «Торпедо» из областного центра. Через два сезона получил приглашение в «Нижний Новгород».
В 2012 году получил приглашение из клуба ФНЛ «Сибирь» из Новосибирска. Из-за жёсткой конкуренции вынужден был играть в «Тюмени».
Летом 2013 года подписал контракт с московским «Торпедо».
Летом 2014 года подписал трехлетний контракт с самарской командой «Крылья Советов». Дебютировал 6 июля 2014 года в матче с «Химиком» из Дзержинска, где отразил пенальти.
В 2015 году вышел вместе с «Крыльями Советов» в Премьер-лигу, где дебютировал в матче против махачкалинского «Анжи». Последний матч в чемпионате провёл 26 мая 2019 против ЦСКА (0:6). Через год в связи с окончанием контракта покинул клуб.
30 июля 2020 года вернулся в московское «Торпедо».

## Статистика выступлений
| Выступление          | Выступление      | Выступление      | Лига | Лига | Кубки | Кубки | Стыковые матчи | Стыковые матчи | Итого | Итого |
| Клуб                 | Лига             | Сезон            | Игры | Голы | Игры  | Голы  | Игры           | Голы           | Игры  | Голы  |
| -------------------- | ---------------- | ---------------- | ---- | ---- | ----- | ----- | -------------- | -------------- | ----- | ----- |
| Торпедо (Владимир)   | Второй дивизион  | 2008             | 28   | −5   | 3     | −4    | —              | —              | 31    | -9    |
| Торпедо (Владимир)   | Второй дивизион  | 2009             | 21   | −15  | 2     | −2    | —              | —              | 23    | -17   |
| Торпедо (Владимир)   | Итого            | Итого            | 49   | −20  | 5     | −6    | —              | —              | 54    | -26   |
| Нижний Новгород      | Первый дивизион  | 2010             | 32   | −31  | 1     | −1    | —              | —              | 33    | -32   |
| Нижний Новгород      | ФНЛ              | 2011/12          | 33   | −32  | 1     | −2    | —              | —              | 34    | -34   |
| Нижний Новгород      | Итого            | Итого            | 65   | −63  | 2     | −3    | —              | —              | 67    | -66   |
| Сибирь               | ФНЛ              | 2011/12          | 3    | −6   | 0     | 0     | —              | —              | 3     | -6    |
| Сибирь               | ФНЛ              | 2012/13          | 1    | −2   | 0     | 0     | —              | —              | 1     | -2    |
| Сибирь               | Итого            | Итого            | 4    | −8   | 0     | 0     | —              | —              | 4     | -8    |
| Тюмень               | Второй дивизион  | 2012/13          | 13   | −8   | 0     | 0     | —              | —              | 13    | -8    |
| Тюмень               | Итого            | Итого            | 13   | −8   | 0     | 0     | —              | —              | 13    | -8    |
| Торпедо (Москва)     | ФНЛ              | 2013/14          | 33   | −20  | 0     | 0     | 2              | −2             | 35    | -22   |
| Торпедо (Москва)     | Итого            | Итого            | 33   | −20  | 0     | 0     | 2              | −2             | 35    | -22   |
| Крылья Советов       | ФНЛ              | 2014/15          | 25   | −11  | 2     | −2    | —              | —              | 27    | -13   |
| Крылья Советов       | РФПЛ             | 2015/16          | 16   | −18  | 0     | 0     | —              | —              | 16    | -18   |
| Крылья Советов       | РФПЛ             | 2016/17          | 5    | −6   | 2     | −3    | —              | —              | 7     | -9    |
| Крылья Советов       | ФНЛ              | 2017/18          | 37   | −21  | 3     | −6    | —              | —              | 40    | -27   |
| Крылья Советов       | РПЛ              | 2018/19          | 7    | −13  | 1     | −1    | 0              | 0              | 8     | -14   |
| Крылья Советов       | Итого            | Итого            | 90   | −69  | 8     | −12   | 0              | 0              | 98    | -81   |
| Торпедо (Москва)     | ФНЛ              | 2020/21          | 13   | −10  | 1     | −2    | —              | —              | 14    | -12   |
| Торпедо (Москва)     | Итого            | Итого            | 13   | −10  | 1     | −2    | —              | —              | 14    | -12   |
| Томь                 | ФНЛ              | 2020/21          | 12   | −17  | 0     | 0     | —              | —              | 12    | -17   |
| Томь                 | Итого            | Итого            | 12   | −17  | 0     | 0     | —              | —              | 12    | -17   |
| СКА (Ростов-на-Дону) | Второй дивизион  | 2021/22          | 14   | −7   | 1     | 0     | —              | —              | 15    | -7    |
| СКА (Ростов-на-Дону) | Итого            | Итого            | 14   | −7   | 1     | 0     | —              | —              | 15    | -7    |
| Нефтчи               | Суперлига        | 2022             | 8    | −10  | 0     | 0     | —              | —              | 8     | -10   |
| Нефтчи               | Итого            | Итого            | 8    | −10  | 0     | 0     | —              | —              | 8     | -10   |
| Всего за карьеру     | Всего за карьеру | Всего за карьеру | 301  | −232 | 17    | −23   | 2              | −2             | 320   | -257  |

## Достижения

### Командные
«Торпедо» (Владимир)
- Серебряный призёр Второго дивизиона (зона «Запад») (2): 2008, 2009

Сборная зоны «Запад»
- Обладатель Кубка ПФЛ «Надежда»: 2008
- Итого : 1 трофей

«Нижний Новгород»
- Бронзовый призёр Первого дивизиона: 2010

«Тюмень»
- Серебряный призёр Второго дивизиона (зона «Урал-Поволжье»): 2012/13

«Торпедо» (Москва)
- Бронзовый призёр ФНЛ: 2013/14
- Финалист Кубка ФНЛ: 2014

«Крылья Советов»
- Победитель ФНЛ: 2014/15
- Серебряный призёр ФНЛ: 2017/18
- Итого : 1 трофей

### Личные
- Лучший вратарь Второго дивизиона (зона «Запад»): 2008.
- Лучший вратарь Кубка ПФЛ «Надежда»: 2008
- Установил рекорд в сезоне 2008, пропустив первый мяч в свои ворота лишь в 14-й игре первенства. «Сухая» серия составила 1224 минуты, а с учётом матчей на Кубок России — 1404 минуты.
- Выйдя в РФПЛ с «Крыльями Советов» в 2015 году, продолжил в первом матче свою сухую серию официальных матчах, которая началась в предыдущем сезоне в ФНЛ. В итоге серия прервалась на 1303 минуте в матче 24 июля 2015 года против московского ЦСКА[7].
- Рекордная сухая серия Конюхова из «Крыльев» в ФНЛ прервалась на 1448-й минуте[8]